# Pilastr

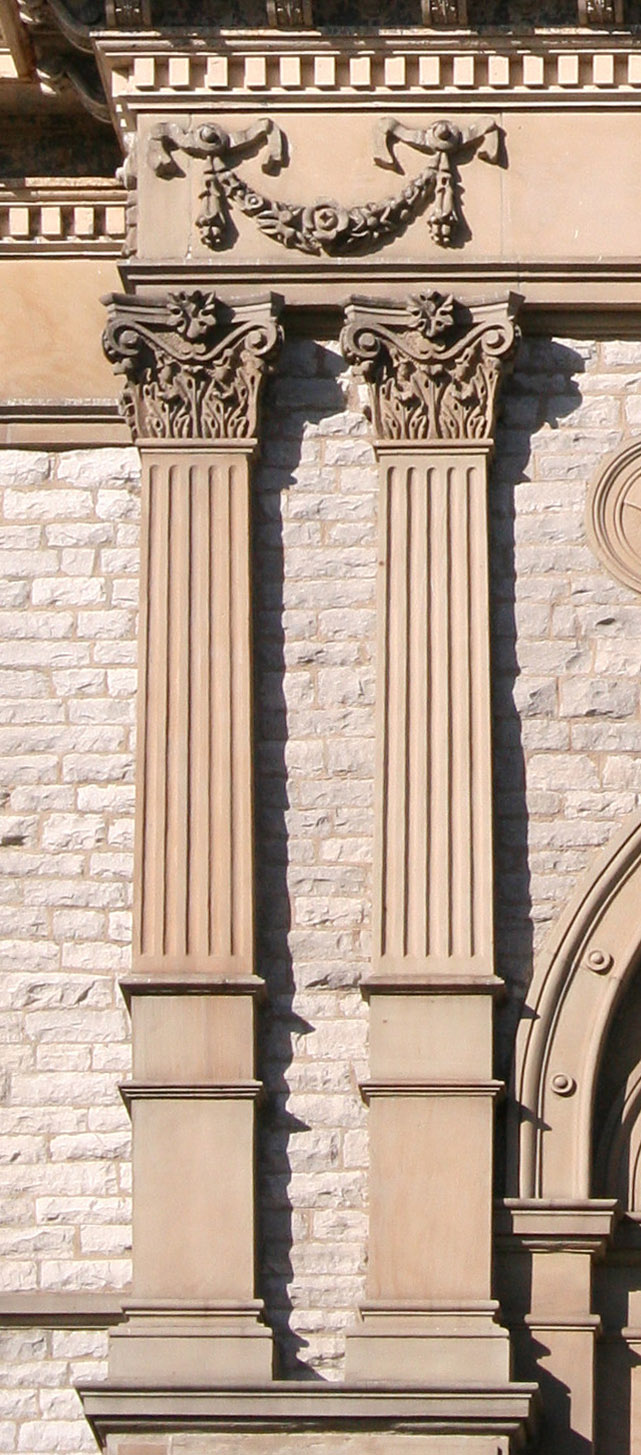
Pilastry na budově soudu v Sidney v Ohiu

Pilastr je reliéfní plastický architektonický prvek klasické řádové architektury, který připomíná sloup, je však plochý a má pouze dekorativní účel. Vystupuje ze stěny a na rozdíl od lizény je opatřen patkou a hlavicí. Pilastr vystupuje mělce z povrchu, masivnější jsou polopilíř a představený (přízední) pilíř; prvek ke zdi přiléhajícího polovičního sloupu se nazývá polosloup. Nad pilastry bývá kladí nebo tympanon. Jsou-li pilastry dva (méně často tři) vedle sebe, zpravidla na společném soklu a se společným kladím, jde o pilastry sdružené, svazkový pilastr je útvar tvořený zdánlivě překrývajícími se pilastry.